# Luka Berulava
Luka Berulava (en georgiano: ლუკა ბერულავა; Moscú, 27 de noviembre de 2002) es un deportista georgiano que compite en patinaje artístico, en la modalidad de parejas.
Ganó dos medallas en el Campeonato Europeo de Patinaje Artístico sobre Hielo, en los años 2024 y 2025. Participó en los Juegos Olímpicos de Pekín 2022, ocupando el sexto lugar en la prueba por equipo.

## Palmarés internacional
| Campeonato Europeo | Campeonato Europeo | Campeonato Europeo | Campeonato Europeo |
| Año                | Lugar              | Medalla            | Categoría          |
| ------------------ | ------------------ | ------------------ | ------------------ |
| 2024               | Kaunas (Lituania)  | Medalla de plata   | Parejas            |
| 2025               | Tallin (Estonia)   | Medalla de bronce  | Parejas            |